# Jukagirové

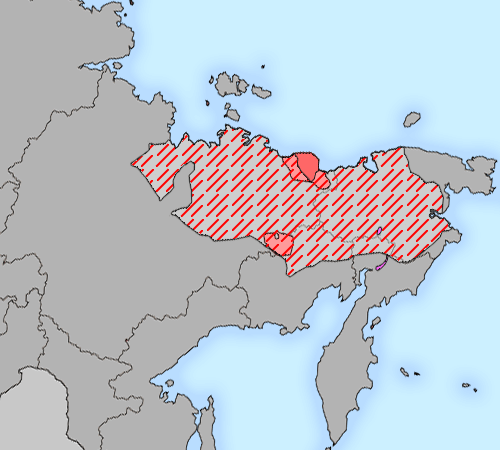
mapa rozšíření Jukagirů: šrafovaně - 17. stol.; červeně - 20. stol. (nahoře jsou Vadulové a dole Odulové)

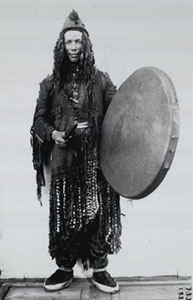
Jukagirský šaman - almu

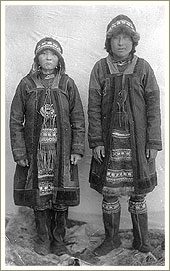
Jukagirský pár v tradičních oděvech

Jukagirové (vlastním jménem Odul či Vadul - znamenající "mocný"; rusky: Юкагиры; anglicky: Yukaghir) jsou malý národ žijící na severovýchodní Sibiři - v ruské republice Sacha a v Magadanské oblasti. Jazykově se dělí na dvě skupiny Jukagirů: Jižní (tajgové, kolymské) Jukagiry (žijí na jižním toku řeky Kolymy) a Severní (tundrové) Jukagiry (žijí mezi řekou Indigirkou a Kolymou).
Jazyk příbuzný jukagirským jazykům je i jazyk Čuvanců. Čuvanci (rusky Чуванцы, angl. Chuvan) z Čukotky jsou jedním z mnoha jukagirských kmenů které obývaly Sibiř. Jukagirové jsou mongoloidní rasy. Mnoho z nich se asimilovalo s Rusy a Jakuty.

## Historie
Jukagirové patří k jednomu z nejstarších národů Sibiře. Původně osídlili celou severovýchodní Sibiř avšak jejich původ není znám. Původně Jukagirské kmeny tvořilo třináct kmenů (kurzívou jsou vyznačené vymřelé kmeny):
Vadul, Odul, Chuvan, Anaoul, Lavren, Olyuben, Omok, Penjin, Khodynt, Khoromoy, Shoromboy, Yandin, Yandir
Jukagirové byli Rusy poprvé objeveni v 17. století kdy stále obývali celou severovýchodní Sibiř. Velké vymizení Jukagirů v 17-19. století zapříčinily epidemie a bratrovražedné války, zčásti i boje se sousedními Evenky a Jakuty. Za stalinské éry byli Jukagirové nuceni usídlit se na jednom místě a pracovat na státních farmách, kde chovali soby, dobytek a zvířata pro kožešinu. Tímto zanikla většina jukagirských tradic. Jukagirský spisovatel a obrozenec Tekki Odulok byl za stalinského teroru popraven, v současné době je jeho pokračovatelem básník Uluro Addo. Nyní Jukagirové obývají pouze malé území severovýchodní Sibiře a jejich jazyk i tradice rychle vymírají.

## Jazyk
Jukagirské jazyky tvoří izolovanou jazykovou rodinu. Tato jazyková rodina v sobě zahrnuje jazyk Jižních (Odulů) a Severních (Vadulů) Jukagirů (tyto dva jazyky si jsou podobné asi jako němčina a nizozemština) a jazyk Čuvanců. V současné době má jižní jukagirština asi 130 mluvčích, a severní asi 230 mluvčích. Z velké části dnes Jukagirové používají svůj původní jazyk pro pozdravy a krátké konverzace. Je také zdrojem jmen národních kolektivů, akcí, slavností. V praktickém životě je používána hlavně pro názvy tradičních řemesel a umění. Pro zápis jazyka je používána cyrilice a znaky vytvořené pro zápis jakutštiny (např. ғ, ң, ӧ...). Pro udržení jazyka byl vydán nový slabikář (přizpůsobený i dětem, které jazyk neumějí užívat) a slovník.

## Náboženství a mytologie
Jukagirové tradičně vyznávají šamanismus. Tradičně Jukagirové uctívají své předky a přírodní objekty - například slunce, zemi, vodu, les a jiné. Velmi významný byl kult ohně a některých zvířat, zejména medvěda hnědého, soba, jeřába, krkavce a vlka. Nositeli zla jsou podle Jukagirů neviditelní démoni zvaní kukul', kteří způsobují choroby a epidemie nebo unášejí děti. Mezi zlé bytosti patří také lidožravý obr Rekkenk.
Každý jukagirský rod měl svého šamana - almu či volmu. Šamany bývali u Jukagirů většinou muži. Po smrti byly šamanovy ostatky (především lebka) uchovávány a šaman se stal ochranným duchem svého rodu. Lebky zemřelých šamanů byly používány i při věštění. Šamani Jukagirů se věnovali léčení, věštění a ochraně lidí před vlivu zlých duchů.
U Jukagirů existují představy o rozdělení vesmíru do několika světů: horní, střední (země) a nižší světy (Abidzi - podsvětí; žijí zde duše zemřelých). Znají však také představy o reinkarnaci duší, která zpravidla probíhá v rámci jednoho rodu.
Etnolog Waldemar Bogoras zaznamenal mýtus, podle něhož Jukagirové vzešli ze spojení osamělého rybáře a bílé jeřábice. Mezi známé postavy jukagirských mýtů, nebo spíše historických pověstí, patří pololegendární náčelník Edilvej.

## Tradiční způsob života
Hlavním tradičním způsobem obživy Jukagirů je lov (divokých sobů, losů, ale i kožešinové zvěře, zvláště polárních lišek a sobolů), rybolov, sběr lesních plodů (Jižní i Severní Jukagirové) a také chov sobů (pouze Severní Jukagirové). Při lovu divokých sobů Jukagirům pomáhali ochočení sobi, sloužící jako vábnička. Nezřídka měli na paroží upevněné řemeny, do nichž se zapletly parohy divokého soba. Tento způsob lovu využíval vzájemné agresivity sobů a používal se na podzim, v období jejich říje. Používali ho i jiní domorodí Sibiřané, např. Dolganové, Nganasani nebo tundroví Něnci. Jukagirové také lovili soby na tahu, zejména při překračování řek.
K tradičním způsobům obydlí patří kuželovité stany s dřevěnou konstrukcí - čum a yaranga - stan s dřevěnou obloukovitou konstrukcí. Usedlí Jukagirové také stavěli zemnice pokryté dřevem, mechem, a suchou trávou nebo dřevěné chaty na kůlech.
Tradiční jukagirské společnosti byly matrilineární (muž nehraje nejdůležitější roli ve společnosti). V čele každého jukagirského kmene stál starší a zkušenější člověk, obecně nazývaný ligey shomorokh. Hlavní lovci se nazývali khangitche a váleční vůdci tonbaia shomorokh.

## Folklór
Folklór Jukagirů je podobný folklóru národům altajské jazykové rodiny žijících po staletí vedle Jukagirů (Jakuti, Evenkové).

### Tradiční odívání
Tradiční jukagirské kroje jsou tvořeny koženým kabátem (u žen delším, u mužů kratším). U letních kabátů se kůže (obvykle sobí nebo jelení) zbaví srsti, naopak u zimních kabátů se srst nechává a je nošena na líci kabátu. Lemy kabátů jsou zdobené jednodušší výšivkou, pruhy a koly látek.
Boty jsou vyráběny z kůže a opět zdobené výšivkou.
Tradiční součástí jukagirského tradičního oděvu je také kožešinová čepice typického střihu.

### Tradiční kuchyně
K hlavním složkám jukagirské tradiční kuchyně patří maso (rybí, jelení, sobí) - vařené, mražené a sušené, bobule, divoké cibule a dokonce i houby. Maso se konzervovalo tak že se sušilo či udilo, v létě rybí maso dávalo do jámy s listy a trávou kde zkvasilo a poté se jedlo. Mezi tradiční pokrmy patří například kulibaha - směs vařených ryb, tuku a bobulí, nebo anil kerile - rozdrolené sušené rybí plátky smíchané s sobí krví.

### Hudební a taneční tradice
K tradičním hudebním nástrojům patří šamanský buben. Avšak Jukagirská hudební tradice je více vokální - využívá pouze čistého zpěvu a hudebních nástrojů je zde minimum - šamanský buben vlastně není hudebním nástrojem v pravém slova smyslu - je používán pro šamanské obřady.
Základní taneční žánr jsou kruhové tance - longdol.

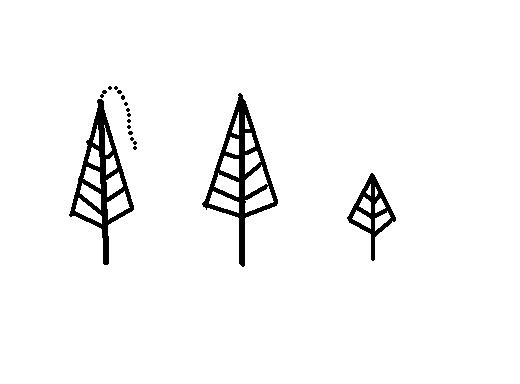
Zobrazení lidí v jukagirských piktogramech - lidé se kreslí jako hroty kopí - obyčejný nákres (uprostřed) symbolizuje muže; žena je podobná, ale na "špičce" se kreslí řada malých teček; děti se kreslí stejně jako muž - pouze jsou menší.

### Tos
Tos (neboli shongar-shorile) je jukagirský způsob vyjadřování pomocí piktogramů. Toto obrázkové písmo je používáno pro psaní milostných dopisů, k vyjádření vztahů mezi určitými lidmi a k znázorňování mapy. Obvykle je vyrýváno na kůru stromů. Tos poprvé objevil a popsal Shargorodski (Rus poslán do vyhnanství na Sibiř) v roce 1892.